# Kostel Všech svatých (Kolín)
Kostel Všech svatých v Kolíně leží v sousedství kolínského nádraží. Z kostela jsou již jen ruiny, přesto je stále chráněn jako kulturní památka České republiky.

## Historie
Kostel byl postaven pravděpodobně z výtěžku dolování stříbra koncem 13. či počátkem 14. století. Odtud pramení i někdy používaný přídomek havířský. V minulosti byli na místním hřbitově pohřbíváni nakažení lidé a lidé, kteří neměli práva k městu Kolínu. V roce 1611 byl opraven a rozšířen na náklady Šimona Šilhánka z Choustníka. Po třicetileté válce pustl a později byl několikrát opravován. Nejvíce utrpěl po zásahu bombou při bombardování Kolína za druhé světové války a později činností bezdomovců, kteří zde v nedávné době nalezli přístřeší. V současné době je přístup k ruinám kostela omezen a probíhají přípravné práce na jeho záchranu.

## Popis
Jednalo se o jednolodní bezvěžní stavbu z kamene, omítnutou, nyní polorozbořenou. Hlavní průčelí mělo v přízemí čtyři jednoduché pilastry a rokokový štít. Štít byl nahoře silně vykrajovaný a po stranách zakončený spirálami. V levém boku kostela byl pozdně gotický vchod. Loď byla obdélná s dřevěným stropem. Triumfální oblouk byl s lomeným pásem. Chór byl čtvercový, šest metrů hluboký, na třech stranách byla gotická okna. Žebra křížové klenby spočívala na jehlanových konzolách.

## Galerie

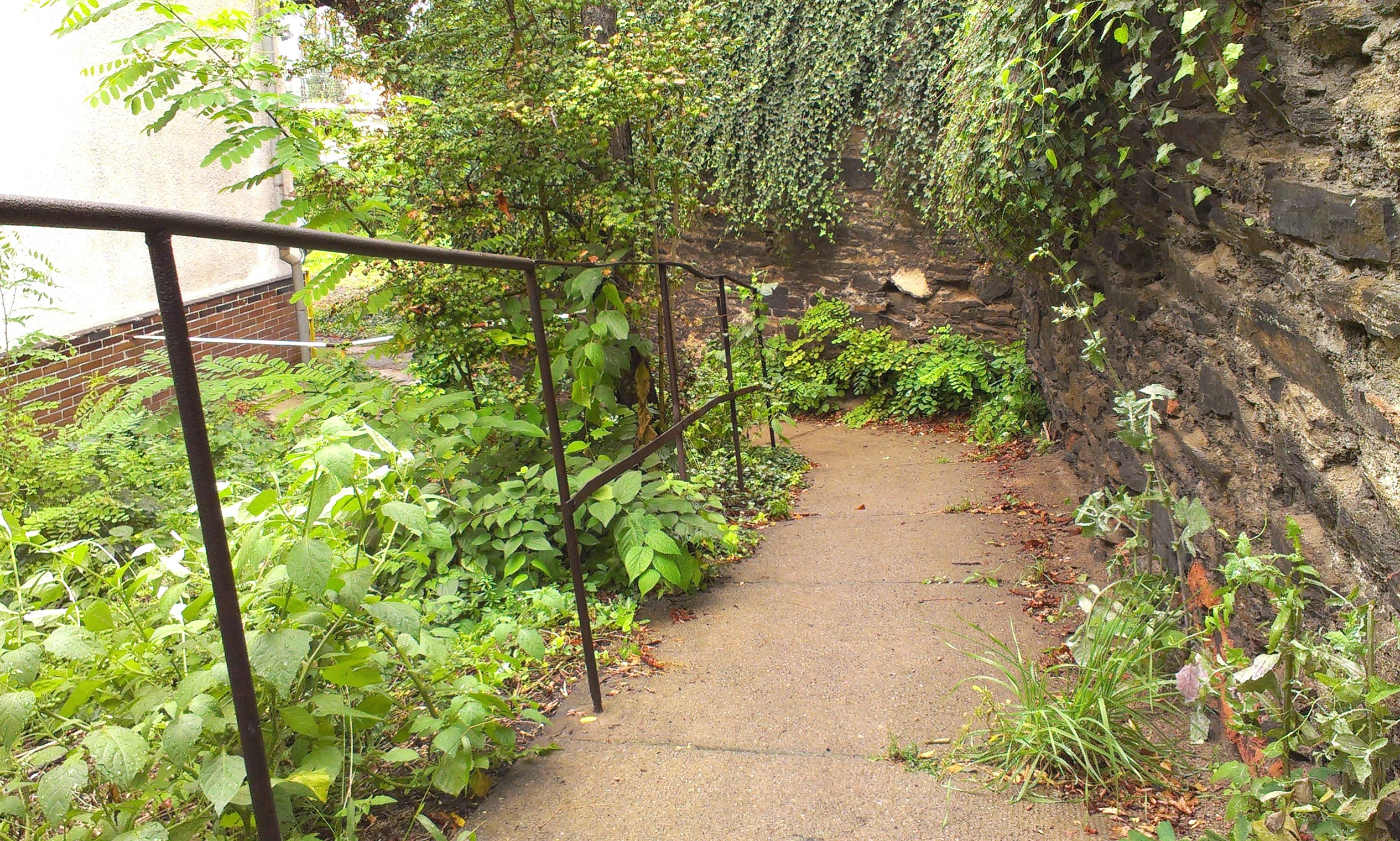
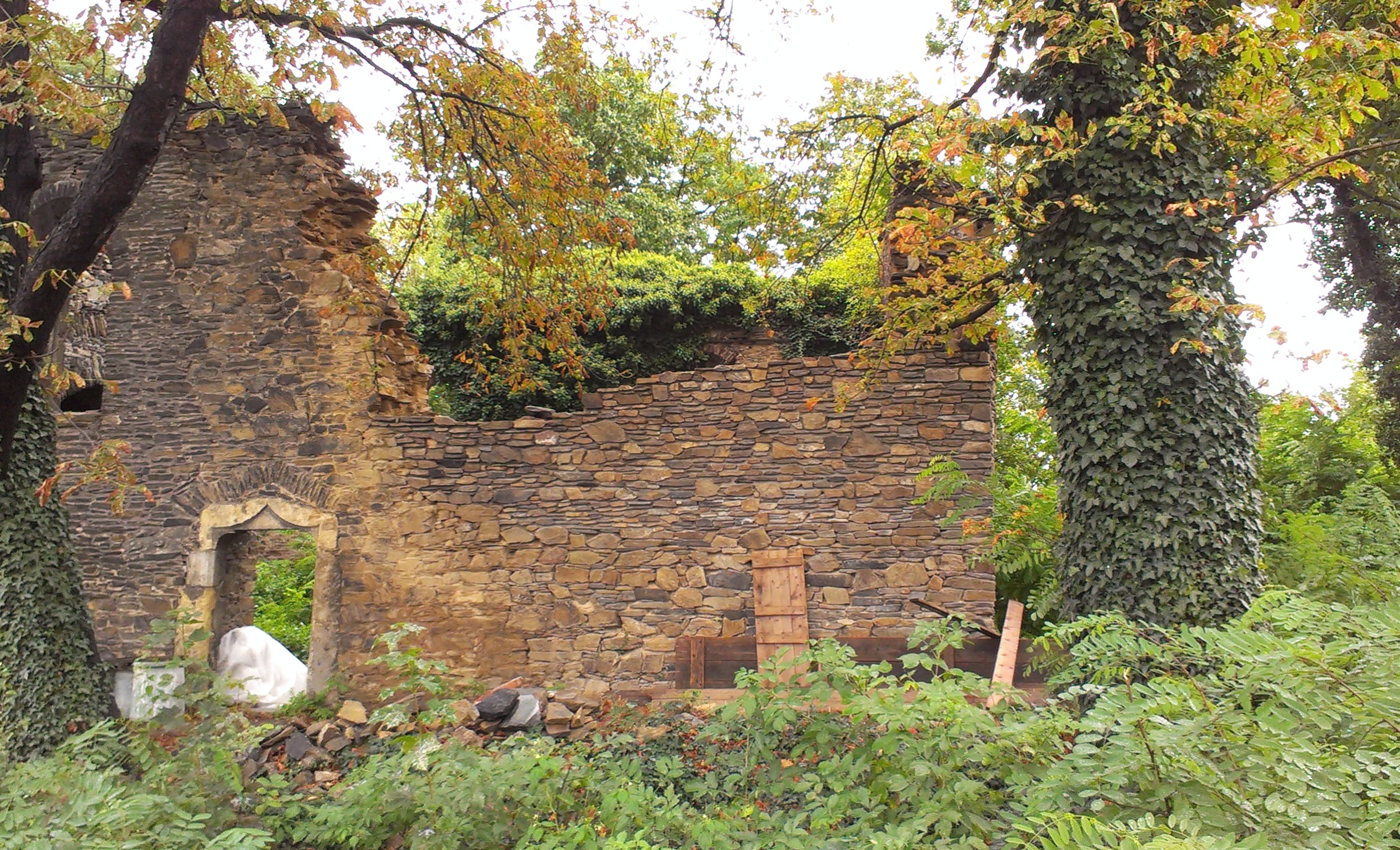
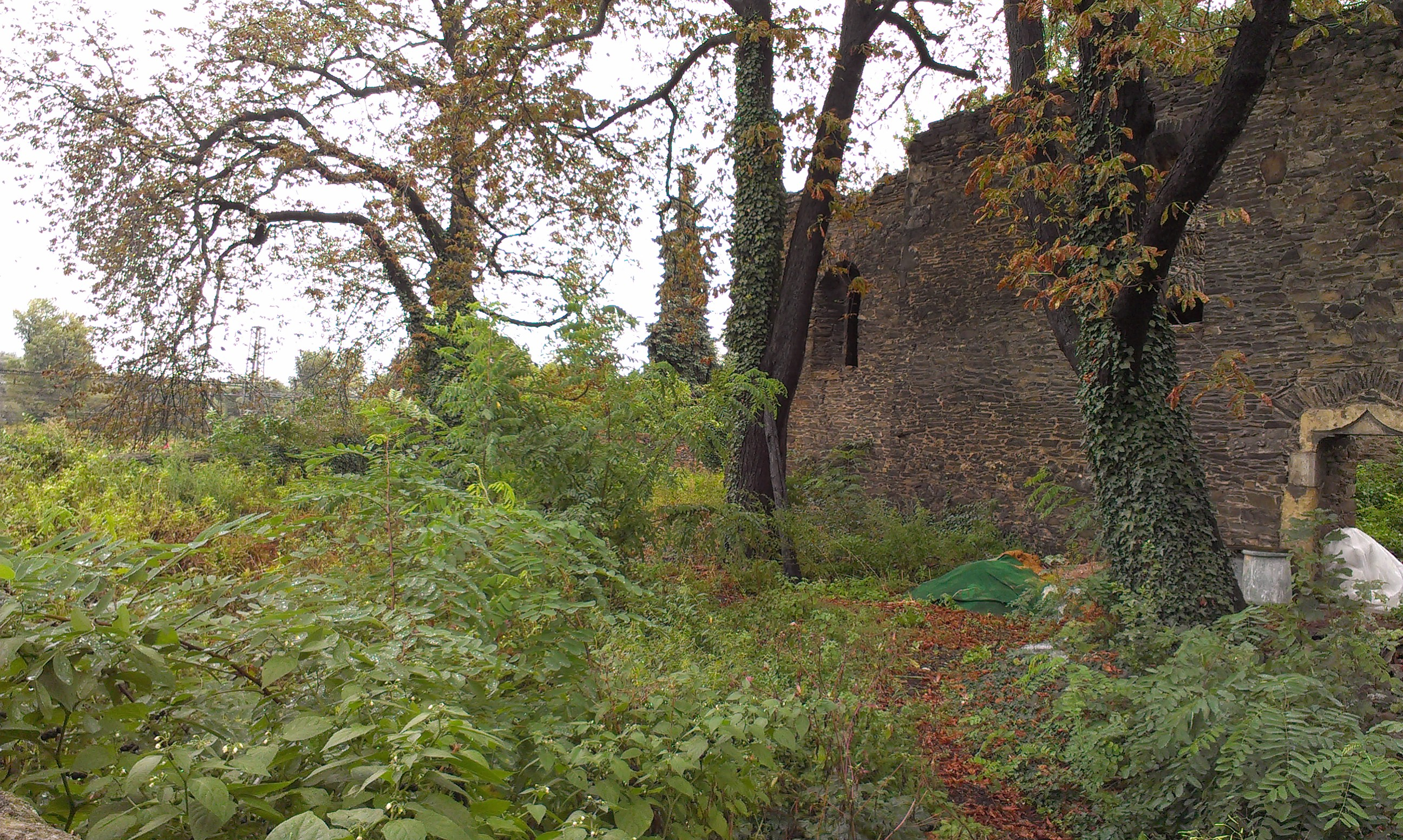
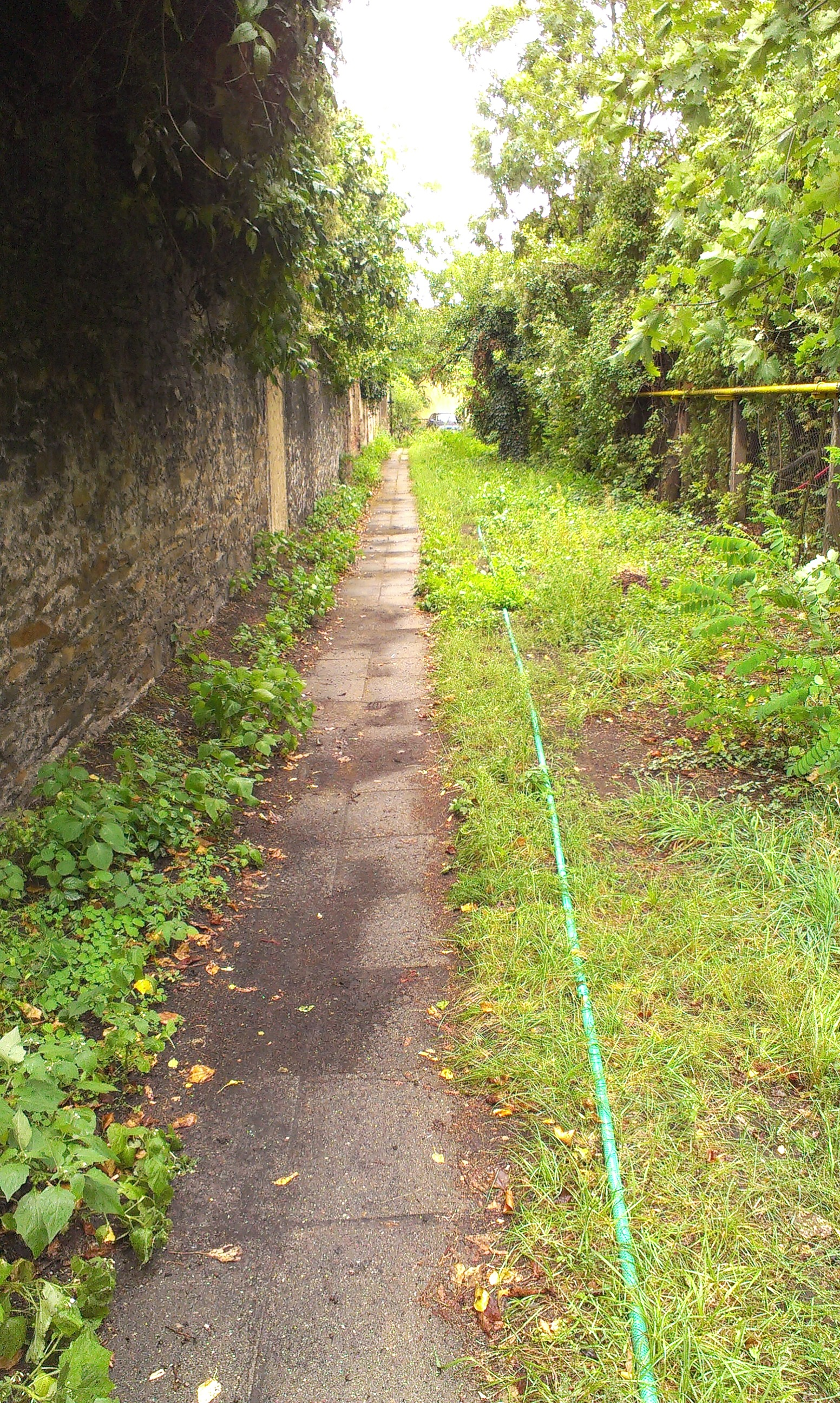
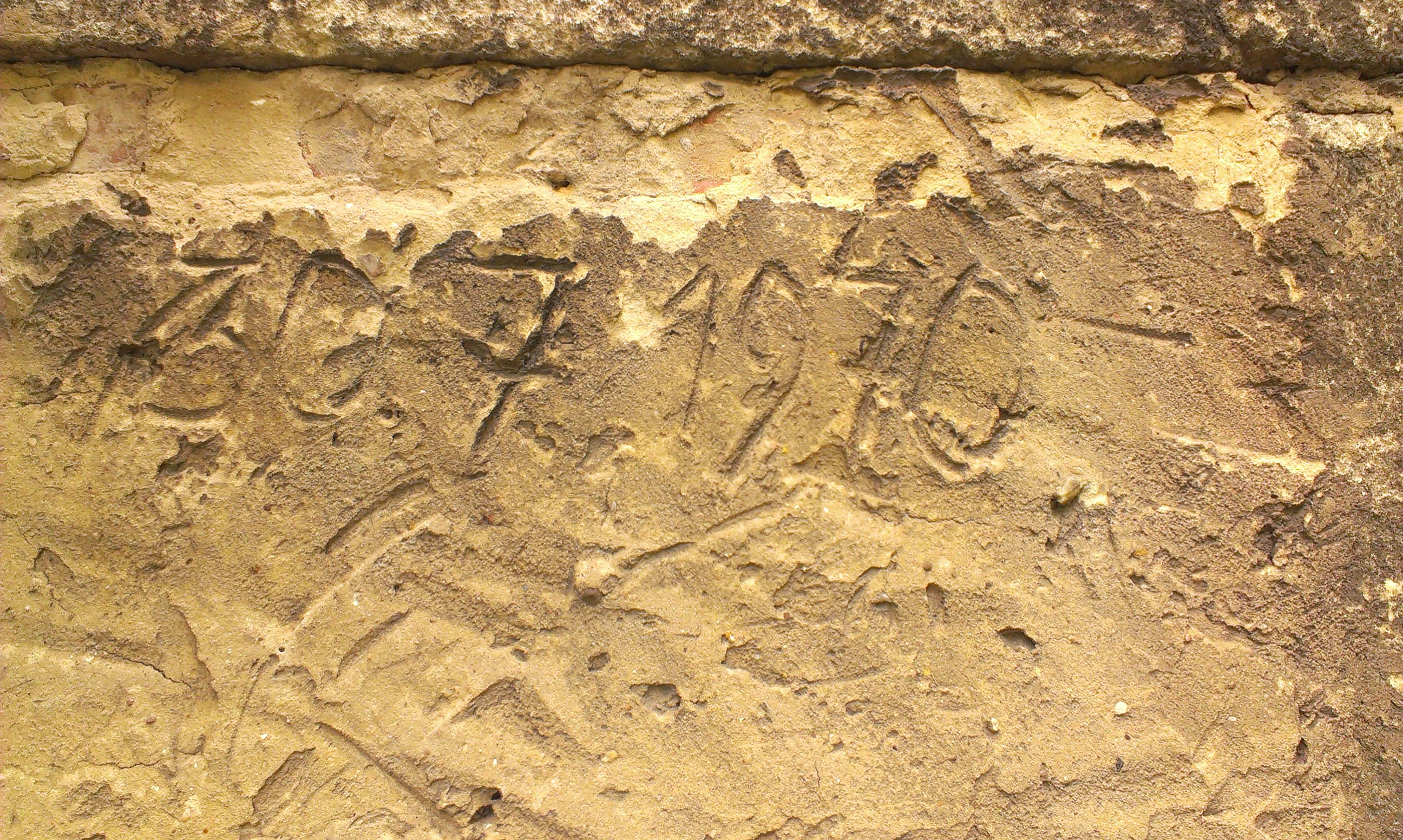
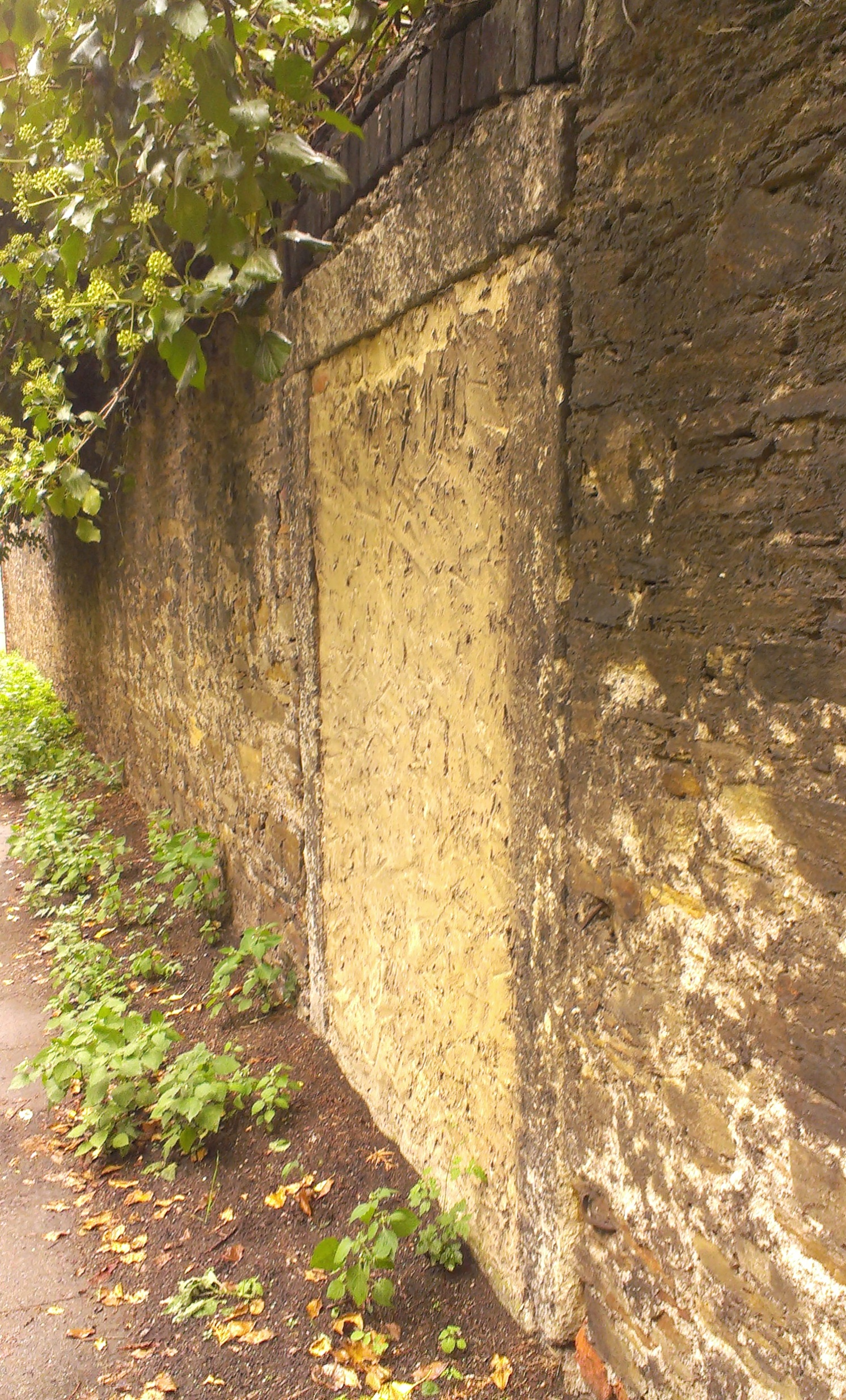
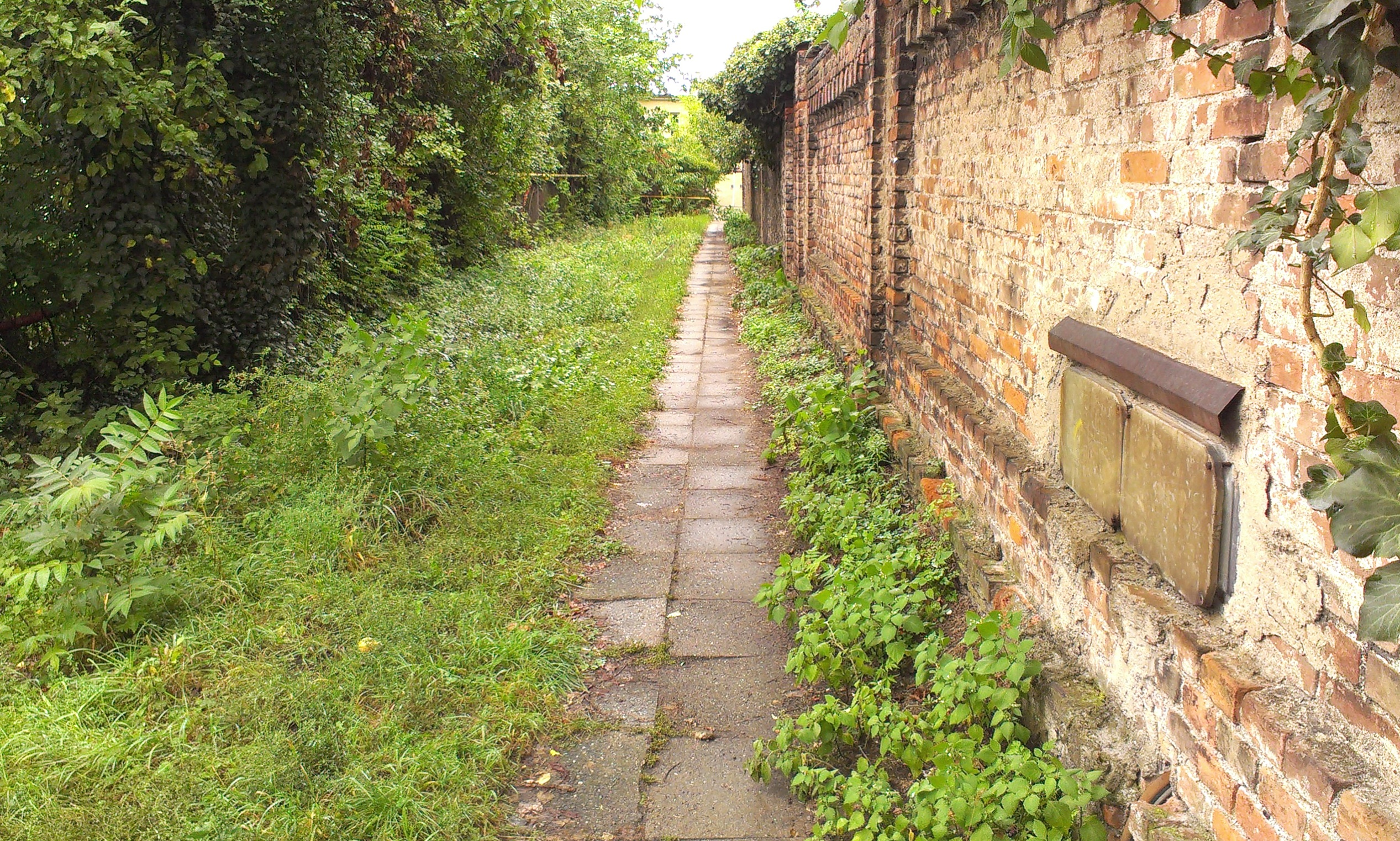